# Ruth Heilmann
Marie Margrethe Ruth Ane Thomsen Heilmann (* 5. April 1945 in Arsuk) ist eine grönländische Politikerin (Siumut) und Lehrerin.

## Leben

### Frühes Leben
Ruth Heilmann ist die uneheliche Tochter des dänischen Bergmanns Svend Berge Sparret und der Grönländerin Gunhild Knudsen († 1998). Nach dem Schulbesuch in ihrem Heimatdorf besuchte Ruth von 1959 bis 1962 die Efterskole in Qaqortoq. Anschließend schloss sie 1966 die Realschule in Nuuk ab. Anschließend war sie Hilfslehrerin an der Atuarfik Kilaaseeraq in Maniitsoq. Am 6. Januar 1968 heiratete sie den Fischer Ottooraq Heilmann (1941–1997), einen Bruder von Niels Carlo Heilmann (1927–1991). 1973 wechselte sie an die ebenfalls in Maniitsoq gelegene Kuuttartup Atuarfia. 1987 schloss sie das Lehrerexamen ab und wurde feste Lehrerin an der Kuuttartup Atuarfia, was sie bis 1995 blieb. Nebenher war sie von 1978 bis 1992 an der Bibliothek in Maniitsoq angestellt.
Daneben war sie auch sportlich tätig. Bis 1990 war sie Handballtrainerin bei Kâgssagssuk Maniitsoq. Sie gründete den grönländischen Handballverband mit. Sie war auch Vizevorsitzende des Apussuit Skicenter und Mitgründerin des Kunstvereins und Touristenvereins in Maniitsoq.
Sie hatte mehrere Posten in Aufsichtsräten und Ausschüssen inne, darunter war sie von 1994 bis 1995 Vorsitzende der Wohnungsgesellschaft INI. Von 1970 bis 1989 war sie Mitglied der Institutionsverwaltung und Vorsitzende des Schulrats. 1987 wurde sie Mitglied des Vorstands der grönländischen Lehrervereinigung.

### Politikkarriere
Ruth Heilmann ließ sich bei der Parlamentswahl 1987 als Zweite Stellvertreterin aufstellen. 1989 wurde sie erstmals in den Rat der Gemeinde Maniitsoq gewählt. Bei der Parlamentswahl 1991 war sie Erste Stellvertreterin für Laannguaq Lynge. Bei der Parlamentswahl 1995 kandidierte sie erstmals selbst und wurde direkt ins Inatsisartut gewählt. Von 1997 bis 2001 war sie Bürgermeisterin der Gemeinde Maniitsoq. Bei den Folketingswahlen 1994 und 1998 kandidierte sie jeweils als Erste Stellvertreterin für Hans Pavia Rosing, der ins Folketing gewählt wurde. Bei der Parlamentswahl 1999 gelang ihr die Wiederwahl ins Inatsisartut. Nach der Wahl 2002, bei der sie ebenfalls wiedergewählt wurde, wurde sie im Dezember 2002 zur Ministerin für Bildung, Kirche, Kultur und Forschung im Kabinett Enoksen I ernannt und nachdem dieses einen Monat später zerbrochen war, zur Ministerin für Familie und Gesundheit im Kabinett Enoksen II, bevor auch dieses Kabinett im September 2003 wieder aufgelöst wurde und sie ihren Ministerposten verlor. Bei der Parlamentswahl 2005 wurde sie zum vierten Mal in Folge ins Parlament gewählt. Als Jonathan Motzfeldt wegen des Verdachts auf sexuelle Belästigung zurücktreten musste, wurde Ruth Heilmann im Januar 2008 zu seiner Nachfolgerin als Parlamentspräsidentin gewählt, wobei sie die erste Frau in diesem Amt war. Sie übte das Amt bis zum Ende der Legislaturperiode im Juni 2009 aus. Bei der Parlamentswahl 2009 wurde sie erneut wiedergewählt. Von 2009 bis 2012 war sie Vizevorsitzende des Westnordischen Rats. Bei der Wahl 2013 erreichte sie nur noch den vierten Nachrückerplatz, konnte von dort aus aber im September 2013 ins Inatsisartut nachrücken, wo sie bis zum Ende der Legislaturperiode im Dezember 2014 blieb. Bei der Wahl 2014 erreichte sie nur noch den neunten Nachrückerplatz und schied endgültig aus dem Parlament aus. Anschließend kandidierte sie nicht mehr bei der Parlamentswahl, allerdings trat sie bei der Kommunalwahl 2017 an und wurde 72-jährig in den Rat der Qeqqata Kommunia gewählt. Bei der Kommunalwahl 2021 kandidierte sie nicht mehr.
2016 wurde sie mit dem Nersornaat in Gold ausgezeichnet. 2024 wurde sie als einzige Grönländerin auf einem Gemälde von Mie Mørkeberg im Folketing verewigt, das 30 Frauen zeigt, die in den letzten Hundert Jahren eine bedeutende Rolle für die Demokratie im Königreich Dänemark gespielt haben.